# Челопек (Болгария)
Челопек (болг. Челопек) — село в Болгарии. Находится в Врачанской области, входит в общину Враца. Население составляет 511 человек.

## Политическая ситуация
В местном кметстве Челопек, в состав которого входит Челопек, должность кмета (старосты) исполняет Борислав Ненков Манчев (партия АТАКА) по результатам выборов правления кметства.
Кмет (мэр) общины Враца — Тотю Младенов Младенов (Граждане за европейское развитие Болгарии (ГЕРБ)) по результатам выборов в правление общины.